# Symmetric Relay
Symmetric Relay (SR) – schemat licytacji relayowej opracowany przez Australijczyka Paula Marstona i oryginalnie zastosowany w systemie licytacyjnym MOSCITO. Można go stosować w dowolnym systemie silnotreflowym po otwarciu 1♣, a także po wielu otwarciach naturalnych.
SR dzieli wszystkie możliwe układy na 3 podstawowe kategorie:
1. ręce jednokolorowe,
2. ręce dwukolorowe, jeden longer 5+ kart, drugi longer dokładnie 4 karty,
3. duże ręce dwukolorowe, oba longery 5+ kart.

Aby pokazać typ 3., odpowiadający na relaye pokazuje najpierw jeden longer, następnie drugi, a po kolejnym relayu odzywka 2&spades pokazuje układ przynajmniej 5-5, po relayu 2BA odpowiedzi są następujące:
```
3♣  Krótkość w niższym z nielicytowanych kolorów
3
♦
  Układ 6-5-1-1 (singletony w obu nielicytowanych kolorach)
3
♥
  Układ 5-5-2-1, singleton w wyższym z nielicytowanych kolorów
3♠  Układ 5-5-3-0, renons w wyższym z nielicytowanych kolorów
3BA Układ 6-5-2-0, renons w wyższym z nielicytowanych kolorów
```

Po odpowiedzi 3♣, 3♦ jest kolejnym relayem z odpowiedziami jak odzywki od 3♥ jak powyżej.
W powyższym schemacie widać już charakterystyczną cechę SR, dany układ ręki zawsze pokazuje się tą samą odzywką (np. 3♥ pokazuje zawsze 5-5-2-1) niezależnie od tego jakie odpowiadający na relay ma kolory.  W danym schemacie (jak powyżej) odpowiedzi są ułożone symetrycznie wokół centralnej odpowiedzi - najniższa odzywka pokazuje krótkość w najniższym nielicytowanym kolorze, druga odzywka pokazuje "równe" krótkości w nielicytowanych kolorach, a wyższe odzywki pokazują krótkość w wyższym z nielicytowanych kolorów.
Typ 2. pokazuje się bardzo podobnie, po zidentyfikowaniu dwóch longerów i następnym relayu:
```
2BA Krótkość w niższym z nielicytowanych kolorów
3♣  Układ 5-4-2-2 lub 7-4-1-1 (równe długości w nielicytowanych kolorach)
3
♦
  Układ 5-4-3-1, krótkość w wyższym z nielicytowanych kolorów
3
♥
  Układ 6-4-2-1, krótkość w wyższym z nielicytowanych kolorów
3♠  Układ 6-4-3-0, krótkość w wyższym z nielicytowanych kolorów
3BA Układ 7-4-2-0. krótkość w wyższym z nielicytowanych kolorów
```

Po odpowiedzi 2BA, 3♣ jest relayem na który odpowiedzi są identyczne jak bezpośrednie odzywki od krótkość w wyższym z nielicytowanych kolorów wzwyż.
Typ 3. jest pokazywany według podobnego schematu, po pokazaniu pierwszego longera i kolejnym relayu:
```
2♠  Krótkość w najniższym z nielicytowanych kolorów (lub 6-3-2-2,
    3 karty w najwyższym nielicytowanym kolorze)
2BA Krótkość w środkowym z nielicytowanych kolorów
3♣  7-2-2-2 lub 6-3-2-2 (trzy karty w najniższym lub środkowym z nielicytowanych kolorów)
3
♦
  Układ 5-3-3-2, krótkość w najwyższym z nielicytowanych kolorów
3
♥
  Układ 6-3-3-1, krótkość w najwyższym z nielicytowanych kolorów
3♠  Układ 7-3-3-0, krótkość w najwyższym z nielicytowanych kolorów
3BA Układ 7-3-2-1, krótkość w najwyższym z nielicytowanych kolorów
```

Po odpowiedzi 2♠ and relayu 2BA, 3♣ pokazuje 6-3-2-2 i 3 karty w najwyższym nielicytowanym kolorze, a inne odpowiedzi pokazują taki układ jak bezpośrednie odpowiedzi.  Po 2BA i relayu 3♣, odpowiedzi 3♦ i wyższe mają takie samo znaczenie jak bezpośrednie odpowiedzi.
Jeszcze jedną sztuczką którą należy znać grając SR to tzw. "reverser".  Z układem 5+ 4 (schemat 2.) jeżeli kolor czterokartowy jest młodszy od koloru pięciokartowego, należy powiedzieć 2♥ po pokazaniu obu kolorów, na przykład:
```
1♣              1♠ (4+ piki)
1BA (Relay)     2♣ (4+ trefle)
2
♦
 (Relay)      2
♥
  5+ trefli 4 piki
                2♠  5+ 5+
                2BA 5+ pików 4 trefle, krótkość karo
                3♣  Dokładnie 5=2=2=4
                3
♦
+ 5+ pików 4 trefle i krótkość kier
```

Powyższa sekwencja to tylko przykład pokazujący użycia "reversera", większość graczy korzystających z SR po silnym treflu gra odwróconymi odpowiedziami - zalicytowanie kierów pokazuje piki, pików - kiery, trefli - kara, a kar - trefle.  Ma to za zadanie ukrycie ręki zadającej relaye.  Grając takimi odpowiedziami, pełny schemat odpowiedzi po 1♣ wygląda następująco:
```
1
♥
  4+ piki, możliwe 4+ kiery, możliwy dłuższy kolor młodszy,
    lub trójkolorówka z krótkością w kolorze młodszym
1♠  4+ kiery, bez czterech pików, możliwy dłuższy kolor młodszy
2♣  5+ kar, układ jednokolorowy (lub trójkolorówka z krótkością w kolorze starszym)
2
♦
  5+ trefli, układ jednokolorowy
2
♥
  "Reverser", 5+ trefli 4 kara
2♠  Schemat 3., 5+ kar 5+ trefli
2BA Schemat 2., 5+ kar 4 trefle i krótkość kier
3♣  Schemat 2., 2=2=5=4
3
♦
+ Schemat 2., 5+ kar 4 trefle i krótkość pik
```

Po odpowiedziach 1♥ do 2♦, następna odzywka ro oczywiście relay:
```
1♣              1
♥
  4+ piki
1♠(Relay)       1BA 4+ kiery (po relayu 2♣, 2
♦
 to trójkolorówka)
                2♣  4+ kara (po relayu 2
♦
, 2
♥
 to "reverser" 5+ kar i 4 piki)
                2
♦
  5+ pików i 4+ trefle
                2
♥
  "Reverser", 5+ trefli i 4 piki
                2♠+ Schemat 1., jednokolorówka pikowa
```

```
1♣              1♠  4+ kiery bez czterech pików
1BA(Relay)      2♣  4+ kara (po relayu 2
♦
, 2
♥
 to "reverser" 5+ kar i 4 kiery)
                2
♦
  5+ kierów i 4+ trefle
                2
♥
  "Reverser", 5+ trefli i 4 kiery
                2♠+ Schemat 1., jednokolorówka kierowa
```